# Judith Engel
 (octobre 2022).
La mise en forme du texte ne suit pas les recommandations de Wikipédia : il faut le « wikifier ».
Les points d'amélioration suivants sont les cas les plus fréquents. Le détail des points à revoir est peut-être précisé sur la page de discussion.
- Les titres sont pré-formatés par le logiciel. Ils ne sont ni en capitales, ni en gras.
- Le texte ne doit pas être écrit en capitales (les noms de famille non plus), ni en gras, ni en italique, ni en « petit »…
- Le gras n'est utilisé que pour surligner le titre de l'article dans l'introduction, une seule fois.
- L'italique est rarement utilisé : mots en langue étrangère, titres d'œuvres, noms de bateaux, etc.
- Les citations ne sont pas en italique mais en corps de texte normal. Elles sont entourées par des guillemets français : « et ».
- Les listes à puces sont à éviter, des paragraphes rédigés étant largement préférés. Les tableaux sont à réserver à la présentation de données structurées (résultats, etc.).
- Les appels de note de bas de page (petits chiffres en exposant, introduits par l'outil «  Source ») sont à placer entre la fin de phrase et le point final[comme ça].
- Les liens internes (vers d'autres articles de Wikipédia) sont à choisir avec parcimonie. Créez des liens vers des articles approfondissant le sujet. Les termes génériques sans rapport avec le sujet sont à éviter, ainsi que les répétitions de liens vers un même terme.
- Les liens externes sont à placer uniquement dans une section « Liens externes », à la fin de l'article. Ces liens sont à choisir avec parcimonie suivant les règles définies. Si un lien sert de source à l'article, son insertion dans le texte est à faire par les notes de bas de page.
- La présentation des références doit suivre les conventions bibliographiques. Il est recommandé d'utiliser les modèles {{Ouvrage}}, {{Chapitre}}, {{Article}}, {{Lien web}} et/ou {{Bibliographie}}. Le mode d'édition visuel peut mettre en forme automatiquement les références.
- Insérer une infobox (cadre d'informations à droite) n'est pas obligatoire pour parachever la mise en page.

Pour une aide détaillée, merci de consulter Aide:Wikification.
Si vous pensez que ces points ont été résolus, vous pouvez retirer ce bandeau et améliorer la mise en forme d'un autre article.
Pour les articles homonymes, voir Engel.
Judith Engel, née le 15 novembre 1969 à Potsdam (Allemagne), est une actrice allemande. Elle travaille au théâtre, au cinéma et à la radio.

## Biographie
Judith Engel est issue d'une famille d'acteurs et a terminé sa formation à l'Académie d'art dramatique Ernst Busch de Berlin. En 1990, elle a eu son premier engagement au Renaissance-Theater de Berlin. En 1991, elle s'installe au Schauspiel de Francfort. De 1994 à 2000, elle est membre de l'ensemble du Deutsches Schauspielhaus à Hambourg sous la direction de Frank Baumbauer. En 1996, elle se tient devant la caméra pour Der Schattenmann de Dieter Wedel. De 2000 à 2004, elle est engagée au Schauspielhaus de Zurich sous la direction de Christoph Marthaler. Après de nombreuses années à la Schaubühne am Lehniner Platz à Berlin, elle est membre permanent du Berliner Ensemble depuis 2017.
En 2001, Judith Engel est élue actrice de l'année par la revue spécialisée Theater heute et a reçu le prix Nestroy. Elle a également reçu le Gertrud-Eysoldt-Ring en 2002 pour son interprétation de deux rôles féminins dans la pièce Bash de Neil LaBute, mise en scène par Peter Zadek au Hamburger Kammerspiele.
En plus de son travail au théâtre, elle joue des rôles dans des séries policières telles que Doppelter Einsatz, Das Duo, Stubbe, Der Elefant, Bella Block et Adelheid und ihre Mörder et est aussi vue dans divers épisodes de Tatort.

## Filmographie (sélection)
- 2003 : Le Bois lacté (Milchwald)
- 2006 : Doppelter Einsatz : Seitensprung in den Tod
- 2006 : Le Libre Arbitre (Der freie Wille)
- 2007 : Jagdhunde
- 2008 : L'Étranger en moi (Das Fremde in mir)
- 2009 : Force d'attraction (Schwerkraft)
- 2009 : La Double Vie de Daniel Shore (Die zwei Leben des Daniel Shore)
- 2014 : Schönefeld Boulevard
- 2015 : Simon sagt auf Wiedersehen zu seiner Vorhaut
- 2016 : Das Märchen vom Schlaraffenland
- 2018 : La Révolution silencieuse (Das schweigende Klassenzimmer)
- 2019 : Im Niemandsland
- 2021 : Die Jägerin – Nach eigenem Gesetz
- 2021 : Kroymann

### TV
- 1999 : Adelheid und ihre Mörder  (Fernsehserie, Folge Leiche vom Dienst)
- 2000 : Doppelter Einsatz : Lebendig begraben  (Fernsehreihe)
- 2005 : Der Elefant – Mord verjährt nie  (Fernsehserie, Folge Simulanten)
- 2007 : Großstadtrevier  (Fernsehserie, Folge Von Monstern und Mördern)
- 2008 : Tatort : Blinder Glaube
- 2010 : Tatort : Absturz
- 2010 : Tatort : Hauch des Todes
- 2011 : Tatort : Zwischen den Ohren
- 2014 : Tatort : Wahre Liebe
- 2019 : Tatort : Falscher Hase
- 2011 : SOKO Wismar  (Fernsehserie, verschiedene Rollen, 2 Folgen)
- 2010 : Eichmanns Ende – Liebe, Verrat, Tod  (Fernsehfilm)
- 2010 : Polizeiruf 110 : Die Lücke, die der Teufel lässt  (Fernsehreihe)
- 2011 : SOKO Stuttgart  (Fernsehserie, Folge Wombats Ende)
- 2012 : Der Dicke/Die Kanzlei  (Fernsehserie, Folge Auf der Suche)
- 2013 : Génération War  (Unsere Mütter, unsere Väter, Fernsehdreiteiler, 2 Teile)
- 2013 : Berlin section criminelle  (Der Kriminalist), Fernsehserie, Folge Dolly 2.0)
- 2015 : Blochin – Die Lebenden und die Toten  (Fernsehfünfteiler, Teil 1)
- 2015 : Polizeiruf 110 : Wendemanöver
- 2016 : Polizeiruf 110 : Sumpfgebiete
- 2017 : Zorn – Kalter Rauch  (Fernsehreihe)
- 2017 : SCHULD nach Ferdinand von Schirach  (Fernsehserie, Folge Das Cello)
- 2017 : Willkommen bei den Honeckers  (Fernsehfilm)
- 2017 : Der Usedom-Krimi : Nebelwand  (Fernsehreihe)
- 2017 : Das Verschwinden  (Fernsehvierteiler)
- 2019 : Die Spezialisten – Im Namen der Opfer  (Fernsehserie, Folge Gespenster)
- 2019 : Gegen die Angst  (Fernsehfilm)
- 2019 : Ich brauche euch  (Fernsehfilm)
- 2019 : Der König von Köln  (Fernsehfilm)
- 2021 : Die Toten von Marnow  (Fernseh-Vierteiler)
- 2021 : Goldjungs  (Fernsehfilm)

## Théâtre
- 1990 : Lammchen dans Et puis après ? de Hans Fallada, mise en scène par Ulrike Jackwerth, Renaissance Theater Berlin
- 1991 : rôle-titre dans La Pucelle d'Orléans de Friedrich Schiller, mise en scène Anselm Weber, Städtische Bühnen Francfort
- 1991 : Mariedl dans Die Presidentinnen de Werner Schwab, mise en scène Anselm Weber, comme avant
- 1992 : rôle-titre dans Antigone de Sophocle, mise en scène par Anselm Weber, comme auparavant
- 1995 : Marie in Marriage d'Elias Canetti, mise en scène de Christoph Marthaler, Deutsches Schauspielhaus Hamburg
- 1997 : Ellen Harper dans Arsenic and Lace, de Joseph Kesselring, mise en scène par Christoph Marthaler, comme avant
- 1998 : rôle-titre dans Effi Briest de Theodor Fontane, mise en scène de Kazuko Watanabe, Düsseldorfer Schauspielhaus
- 1999 : Olga dans Face of Fire de Marius von Mayenburg, mise en scène Thomas Ostermeier, Deutsches Schauspielhaus Hamburg
- 1999 : Les Spécialistes de Christoph Marthaler, mise en scène par l'auteur, comme avant
- 2000 : Fortinbras in Hamlet, mise en scène de Martin Kušej, Festival de Salzbourg / Staatstheater Stuttgart
- 2000 : La nuit chante ses chansons de Jon Fosse, mise en scène Falk Richter, théâtre de Zurich
- 2001 : Bash de Neil LaBute, mise en scène de Peter Zadek, Hamburger Kammerspiele / Deutsches Theater Berlin
- 2001 : La Nuit des rois de Shakespeare, mise en scène de Christoph Marthaler, Théâtre de Zurich / Festival de Salzbourg
- 2004 : Hotel Palestine de Falk Richter, réalisateur : l'auteur, Schaubühne am Lehniner Platz
- 2004 : Scarlett dans Eins, Zwei, Drei d'après Ferenc Molnár, mise en scène de J. Grebert et Matthias Matschke, Hebbel-Theater Berlin
- 2004 : Lucile dans La Mort de Danton de Georg Büchner, mise en scène Christoph Marthaler, Schauspielhaus Zurich
- 2004 : Manuela in Eldorado de Marius von Mayenburg, mise en scène : Thomas Ostermeier, Schaubühne am Lehniner Platz
- 2005 : Mme Dr Schnoock dans Turista de Marius von Mayenburg, mise en scène de Luk Perceval, comme avant
- 2005 : The Disturbing de Falk Richter, mise en scène par l'auteur, comme avant
- 2006 : Kicks de Beckett, mise en scène par Oliver Sturm, Sophiensaele Berlin
- 2008 : Witha in Der Stein de Marius von Mayenburg, mise en scène : Ingo Berk, Schaubühne am Lehniner Platz
- 2009 : Gerlinde Bertrand dans Die Tauben de David Gieselmann, mise en scène Marius von Mayenburg, comme avant
- 2009 : rôle-titre dans Iphigenie auf Tauris de Goethe, mise en scène de Jossi Wieler, comme auparavant
- 2010 : Judith dans Perplex de Marius von Mayenburg, mise en scène par l'auteur, comme avant
- 2011 : Matryona dans La Puissance des ténèbres de Tolstoï, mise en scène par Michael Thalheimer, comme avant
- 2012 : Inge Südel dans Martyrs de Marius von Mayenburg, mise en scène de l'auteur, comme avant
- 2012 : Galaxy, mise en scène et concept : BLITZ, comme avant
- 2012 : Marya Lvovna dans Maxim Gorki Summer Guests, mise en scène par Alvis Hermanis, comme avant
- 2013 : Anna dans The Yellow Wallpaper de Charlotte Perkins Gilman, mise en scène par Katie Mitchell, comme avant

## Prix
- 1994 : Jeune actrice de l'année par le magazine Theater heute
- 1997 : Prix Boy Gobert
- 2001 : Actrice de l'année par le magazine Theater heute
- 2001 : Prix Nestroy
- 2002 : Anneau de Gertrud Eysoldt
- 2020 : Prix Grimme pour Der König von Köln